# 人造人間キカイダー (漫画)
『人造人間キカイダー』（じんぞうにんげんキカイダー）は、石ノ森章太郎による日本の漫画作品。また、それ以外の漫画作品についても解説する。

## 概要
本作品は、特撮とのタイアップ作品として小学館の『週刊少年サンデー』（1972年30号 - 1974年13号）に連載された。しばしば特撮版の原作とされるが、それは正確ではない。テレビ企画が先行する過程で原作者として石ノ森が起用され、さらに東映側の企画者として平山亨、吉川進が加わり制作されたものである。当時の『週刊少年サンデー』や『小学二年生』などの新連載予告では『人造人間ゼロダイバー』となっており、直前になって変更された。
内容は、悪の組織ダークのロボット対人間型ロボット・ジロー＝キカイダーの戦いを中心としている。その一方で、主人公ジローはたびたびピノッキオに例えられ、「不完全な良心回路」を持つゆえに悪と正義の狭間で自らのアイデンティティに悩む姿が描かれた。ジローが抱える「人間になりたい」という悩みはラストでも完全に解決する事はなく、読者に問題提起する形をとっている。
テレビ版とは基本設定を同じくしながらも展開は異なっている。まず、テレビ版のジローが20代前半の青年であるのに対し、漫画版は10代後半の少年であるため、表現される彼の悩みや葛藤は、かなりニュアンスが異なっている。また、テレビ版の続編では主人公となるキカイダー01が登場しても、主人公はジローのままで、タイトルは『人造人間キカイダー』として連載が続行された。
終盤は『イナズマン』との同時連載となったが、石ノ森に割り当てられたページ数の大半が『イナズマン』に費やされたため、本作のページ数は週6ページまで激減した。
本作の作画は石ノ森の弟子にあたるひおあきら・土山芳樹・細井雄二・山田ゴロの4人の分担で行われた。石ノ森はネームと下書きまでで作画に直接タッチせず、山田が原稿をもらうと、4人で分担して2日ほどで仕上げた。細井は個々にやりたい箇所を作業していたため、ページによってキャラクターの絵柄が異なっていると証言している。

## 登場キャラクター
キカイダー01などの一部のキャラクターは、設定を少し変えた上でテレビ版の続編『キカイダー01』にも登場する。

### キカイダー
派生作品でのキカイダーについては、キカイダーを参照。
キカイダー/ジロー
自然警備隊の一員だった息子・一郎を殺された光明寺博士が「絶対に殺されない自然警備隊」として完成させた13体のロボットのうちの1体。研究を援助するギル教授の企みに気づいた光明寺博士に、悪の命令に従わないための「良心回路（ジェミニィ）」を埋め込まれる。しかし、完成直前に光明寺博士がダークの襲撃を受けたため、不完全なままの良心回路を持って誕生した。
人間の姿の時の名前はジロー。音楽好きな光明寺博士がギターを持たせた。ギルの笛やサブロウの口笛の音に反応し、苦しんだり自分の意志と無関係に悪事を働かされたりしてしまう。劇中で良心回路が完成する事を望んでいるシーンがある。少年らしく、かなりわがままな一面も見せた。
不完全な良心回路の影響で、キカイダーにチェンジした際に左右のデザインとカラーリングが違っており、表皮の一部が透明になっていて内部が見える。
物語終盤、ゼロワン達と共にギル・ハカイダーに捕らえられた際に「服従回路（イエッサー）」を組み込まれる。良心回路を持っていないゼロワン達は服従回路の効果によってハカイダーに忠誠を尽くすが、ジローは服従回路と良心回路を併せ持ったことによって人間と同じ善悪の「心」を持つようになる。そのため嘘をつくことが出来るようになり、服従回路の力でハカイダーの言いなりになっていたビジンダーを欺いて窮地を脱する。最後の戦いにおいては、装備していることは知っていたが強力すぎるため使わずにいた内蔵武器「ブラスター」を初めて使用し、ハカイダーの僕に成り下がってしまった仲間たちを、次いでハカイダーを一撃で葬った。戦いが終わってアキラとルミを救出した後、善と悪との「心」の戦いに苦しみながら一人でその場を立ち去った。
漫画『イナズマン』の「ギターをもった少年」の回ではその後のジローが登場し、イナズマンに服従回路を破壊された。

キカイダー01（）/イチロー
ジローの兄。光明寺博士が最初に造った人造人間。太陽電池で作動する。特撮版と違って良心回路を持っていないため、ジローより直情的。作中では自身の電子頭脳がジローの電子頭脳の試作型であるため、ジローほど深くは思考しないと述べている。また、それくらいがちょうど良く、ジローには考え過ぎであると忠告を行う。
風天和尚が「科学を正しく使うためには正しい精神が大切だ」と光明寺博士を諭し、飛騨奥山の木菟寺に隠させたが、キカイダー（ジロー）が山木菟寺を訪れるとともに目を覚ます。人間を守るために戦わなければいけない理由が今一つ理解できずに投げやりになる事がある。また、ジローに対して生々しい嫉妬や劣等感をのぞかせたことがある。一度ビジンダーに電子頭脳を破壊された。
初登場時の一人称は「僕」だったが、その後は終始一貫して「俺」になった。

キカイダー00（）/零（）
イチローやジローの弟（開発ナンバー上は最初であるが、製作順では最後発）。光明寺博士が残した設計図を元に、イチローたちと別行動を取っていたジローが寂しさを紛らわすために造った。しかしただの話し相手ではなく、ジロー自身の戦闘力を補うために、戦闘力もイチローやジローより高く造られている。イチローと同じく良心回路は持っていないが、がさつな性格のイチローと違いクールで無表情。
ビジンダー・ミエ子に「愛情を持つと人間とロボットの違いを思い知る」といった否定的意見を語っている。

### キカイダーの協力者
光明寺博士
本名、光明寺伝。ロボット工学の世界的権威。ジローを含め13体の人造人間を作った。自然破壊警備隊員だった息子が殺された事をきっかけに、人造人間の研究に没頭する。研究の後援者、ギル教授の企みへの対抗措置として、密かに良心回路を開発しジローに埋め込む。その時にギル教授率いる悪の組織「ダーク」に研究所を襲われ誘拐される。

光明寺ミツコ
光明寺博士と二度目の妻との間に生まれた娘。不完全なロボットであるジローを恐れ、「直せないなら壊せ」という父の教えに従い破壊を考えた事もあるが、次第に好意を持つようになり、ジローの良心回路の完成を目指すようになる。

光明寺マサル
ミツコの弟。まだ幼く、ダーク基地破壊の際にも戦いから取り残されていた。

服部半平
私立探偵。ミツコからジローの捜索を依頼されたのが縁で、ジローに協力する。特撮版に比べて出番は少ない。

風天和尚
光明寺博士の師。現在は、仏門に入り、飛騨奥山の木菟寺の住職を勤めている。万一の時に備えて寺に仏像ロボットを設置している。

リエ子
少年アキラを育てる謎の女性。実はギルが造った乳母（ガードロボット）。本人は敵に襲われるまで自分が人造人間であることを知らなかった。武器はバストから発射するビーム。

アキラ
ギル教授の息子。ギルが設計した最終兵器「ジャイアントデビル」のエネルギー制御装置の設計図を背中に隠し彫りされている。

ルミ
ギル教授の娘。アキラとは双生児で同様の隠し彫りをされており、2人の持つ設計図が揃わないと「ジャイアントデビル」はコントロールできない。そのためアキラと共にジロー達の戦いに巻き込まれてしまう。

### ダーク
プロフェッサー・ギル
本名、ギル・ヘルバート。初めは光明寺博士の研究への理解者として援助をするが、企みに気付かれると研究施設を襲撃し、博士を誘拐する。自分自身もロボット工学者で、杖に内蔵した悪魔笛でダークロボットを操る。

ドラキュラ
光明寺博士が作ってダークに渡したアンドロイドの一体。正体は｢ゴールデンバット｣と言う蝙蝠型アンドロイドで、プロトタイプの良心回路が内蔵されている。それ故、ダークの命令で人間に危害を加えることに罪悪感を持っているが、同時に｢人造人間や良心回路など人間の自分勝手な下心が生んだもの｣として自身とジローを作った光明寺博士を恨んでいる。

### ハカイダー
漫画版以外での設定は、ハカイダーを参照。
ハカイダー/サブロウ
ギル教授から渡された設計図で光明寺博士が組み立てたロボットで、ジローの弟にあたる。
ギル教授の指示で頭部に光明寺博士の脳髄を移植されている。
キカイダーを破壊することが使命だと組み込まれており、一対一の対決にこだわるが、口笛でジローを操って悪事を働かせ、精神的に追い込んだり、光明寺博士の脳を人質に取るなど卑怯な面も多い。キカイダーを倒そうとしたダークロボットを制止した。光明寺博士の脳はキカイダーに攻撃させないための飾りであったが、徐々にハカイダー本体に影響していくようになる。

ギル・ハカイダー
ダーク壊滅後にハカイダーにギル教授の脳髄が移植された姿。劇中ではただ単に「ハカイダー」としか呼ばれていない。口調や声色はハカイダーそのままだが、人格はギルのもの。
特撮版と違って、かなり知略を働かせて活躍した。

ハカイダー四人衆
ダーク壊滅後、ギル教授と3人の幹部の脳髄を移植されたハカイダー達。ギル、レッド、シルバー、ブルーの4人が合体すると「ガッタイダー」となる。キカイダー達に破壊された後、4体から無事なパーツを寄せ集めてギル・ハカイダーだけ蘇生した。

### シャドウ
人類の影の組織。特撮版と違いボスの姿は明らかにされない。キカイダー達の破壊とジャイアントデビルによる世界征服を企む。
シャドウナイト
シャドウの刺客ロボット。キカイダー兄弟、ハカイダーと戦う。

ザダム
シャドウの刺客ロボット。2人の悪魔が連なった姿をしている。体を分離させての行動が可能。

ビジンダー/ミエ子
シャドウがアキラ・ルミをさらうために送り込んだ女性型の人造人間。ダークロボットより一歩進んだ、自立思考型ロボット。回路を流れる電流量から他のロボットの思考を読んだり、コントロール音波を放射することで電子頭脳を操作して誤動作させることが可能。
初めはシャドウの支配下にあったが、ジローの良心回路に逆に影響され、人間でいう恋愛感情を抱き、ジローたちと行動を共にするようになるが、破壊されかけた事のあるイチローは、疑念を持っている。
ハカイダーによってジローたちに紹介された時はロボットであることが明言されたにもかかわらず、その後イチローと戦った時は人間のふりをしていたことになっている。

ワルダー
設定は特撮版と全く異なる。ビジンダーの兄で、彼女と同じくシャドウのドロメダ博士に造られた人造人間。裏切ったビジンダーを破壊しようとする。変身体は未登場となった。

ジャイアントデビル
ギル教授が設計した巨大最終兵器ロボット。正式名は「アーマゲドン」。生物、機械、兵器などを一時的に仮死状態にする「E.S.E.（エネルギーストップエネルギー）砲」や、近距離絶滅用兵器「アーマゲドンX」、その100倍の威力を持つ「アーマゲドンY」、想像を絶する威力（劇中では未使用）の「アーマゲドンZ」を備える。超兵器「スーパーノヴァ」を使用した後、消滅する。

## 単行本
単行本は、秋田書店「サンデーコミックス」から全6巻を発売。秋田文庫から新装発行された文庫版単行本全4巻では、トーンの貼り直しと、現在では差別用語とされるセリフの修正が行われている。
- 秋田書店（サンデーコミックス）全6巻[9]
  1. 1972年12月25日発行 ISBN 978-4253063166
  2. 1973年2月10日発行 ISBN 978-4253063173
  3. 1973年5月20日発行 ISBN 978-4253063180
  4. 1973年10月30日発行 ISBN 978-4253063197
  5. 1974年5月10日発行 ISBN 978-4253063203 『サイボーグ009』のエピソード「真空戦争」を併録
  6. 1974年8月30日発行 ISBN 978-4253063210 『胎児の世紀』を併録
- 秋田書店（秋田文庫）全4巻
  1. 2000年11月発行 ISBN 978-4253176118
  2. 2001年1月発行 ISBN 978-4253176125
  3. 2001年3月発行 ISBN 978-4253176132
  4. 2001年5月1日発行 ISBN 978-4253176149 『胎児の世紀』を併録
- 復刊ドットコム（石ノ森変身ヒーロー[完全版]シリーズ）全4巻
  1. 2014年3月19日発行 ISBN 978-4835450438
  2. 2014年5月21日発行 ISBN 978-4835450445
  3. 2014年8月21日発行 ISBN 978-4835450452
  4. 2014年10月30日発行 ISBN 978-4835450469

## その他の漫画作品
『人造人間キカイダー』の漫画連載は、石森のものも含め計12誌に同時連載された。
- 『よいこ』1973年4月号 - 5月号、山田ゴロ
- 『幼稚園』1973年5月号 - 6月号、山田ゴロ
- 小学館の学年別学習雑誌
  - 『小学一年生』
    - 1972年8月号 - 1973年5月号、すがやみつる
    - 1972年9月増刊号、1973年1月増刊号[11]、土山よしき

  - 『小学二年生』1972年8月号 - 1973年5月号、二階堂旭
  - 『小学三年生』1972年8月号 - 1973年5月号、制野秀一
  - 『小学四年生』1972年8月号 - 1973年5月号、土山よしき
  - 『小学五年生』1972年8月号 - 1973年5月号、みやぞえ郁雄
  - 『小学六年生』
    - 1972年8月号 - 1973年3月号、はっとりかずお
    - 1973年4月号 - 5月号、斎藤あきら
- 『小学館BOOK』
  - 1972年8月号 - 1973年3月号、時里信一
  - 1973年4月号、細井雄二（1973年5月号より「キカイダー01」を連載）
- 『テレビランド』
  - 1973年3月号（創刊号） - 1973年5月号、土山よしき
  - 1979年10月号 - 1980年3月号、すがやみつる
- 『別冊少年サンデー』1972年8月号 - 1973年6月号、蛭田充